# Юнгханс, Вальтер
Вальтер Юнгханс (нем. Walter Junghans; род. 26 октября 1958) — немецкий футболист, вратарь.

## Карьера
Провёл длительную футбольную карьеру, играл до 38 лет. В трёх командах был лидирующим вратарём, и в двух из них — «Шальке 04» и «Герта» — сыграл более ста матчей. За гельзенкирхенцев он провёл 125 матчей, а за берлинцев —146.
Стал чемпионом Европы 1980 года, хотя в сборной Германии не играл ни разу.
Работает тренером вратарей в мюнхенской «Баварии».

## Достижения
- Чемпионат Европы по футболу: 1980
- Чемпионат ФРГ по футболу: 1979/80, 1980/81
- Кубок Германии по футболу: 1981/82